# Cầu Phú Cường
Cầu Phú Cường là một cây cầu bắc qua sông Sài Gòn, nối huyện Củ Chi, Thành phố Hồ Chí Minh và thành phố Thủ Dầu Một, tỉnh Bình Dương, Việt Nam.
Cầu kết nối tỉnh lộ 8 (thuộc xã Bình Mỹ, huyện Củ Chi) với đường Huỳnh Văn Cù (thuộc các phường Phú Cường và Chánh Mỹ, thành phố Thủ Dầu Một).
Cầu Phú Cường được xây dựng lần đầu vào cuối những năm 1960. Vào tháng 11 năm 2004, cầu được khởi công xây mới với chiều dài 446 m, rộng 14 m. Theo đó, cầu Phú Cường cũ được tháo dỡ và một bến phà tạm được lập ra để kết nối giao thông hai bờ sông Sài Gòn trong thời gian thi công cầu mới. Cầu Phú Cường mới chính thức thông xe vào tháng 7 năm 2007.